# Dražen Kovačević
Dražen Kovačević (serbisk kyrilliska: Дражен Ковачевић), född 20 oktober 1974 i Zagreb i Kroatien, (dåvarande Jugoslavien) är en serbisk serieskapare. 

## Tecknade serier
- La Roue, serieförfattare: Goran Skrobonja, Glénat, Frankrike

1. La prophétie de Korot, 2001.
2. Les 7 combattants de Korot I, 2002
3. Les 7 combattants de Korot II, 2003.
4. Les 7 combattants de Korot III, 2005.

- La Meute de l'enfer, serieförfattare: Philippe Thirault, Les Humanoïdes Associés, Frankrike

1. Les compagnons de l'aigle, 2003.
2. Le retour du harith, 2005.
3. Le secret de la Sibylle, 2006.
4. La tanière du mal, 2010.

- L' Épée de Feu, serieförfattare: Sylvain Cordurié, Soleil Productions, Frankrike

1. La malédiction de Garlath, 2009.
2. La faiblesse de la chair, 2011.

- Walkyrie, serieförfattare: Sylvain Cordurié, Soleil Productions

1. Légendes nordiques, 2012.